# Ловушка для кошек-2
«Ловушка для кошек-2: Кот Апокалипсиса» (венг. Macskafogó 2: A sátán macskája   — венгерский полнометражный мультипликационный фильм Белы Терновски, продолжение фильма «Ловушка для кошек».

## Сюжет
События происходят через двадцать лет после событий, описанных в первом фильме. Мышь-журналист Генри Мортон Стэнли, путешествуя по Пафрике в поисках сэра Дэвида Ливингстона, попадает в плен к диким кошкам, которые не подвергались воздействию «ловушки для кошек». Узнав от Стэнли, что в мире правят мыши, дикие кошки вызывают кота-демона Молоха. Сам Стэнли спасён Торзоном Борсом. Они отправляются к границе Цивилизации, но кошки опережают их. Тем временем из своих источников Грабовский узнаёт о заговоре кошек. Он отправляется в дом престарелых капитанов полиции. Однако старый бывший начальник Интермыши Боб Поляков ясности не вносит. Тогда Ник приходит к преемнику Боба Адлингтону, но и Адлингтон не верит агенту, пока камера 13 на границе не показывает огромную дыру в электросетке.
В отчаянии на помощь зовут Ленивого Дика и его команду. Мобилизуется армия. Молох с нею справляется в один момент. Тем временем к Адлингтону приезжают Стэнли и Торзон, которые полностью рассказывают о приключениях на границе и в Пафрике. Также становится известна правда о закрепощении кошек. Молох вступает в лагерь, где содержатся Гатто, Теофил и Шафранек. Их освобождают от контроль-маячков — бантов, и коты вступают в битву. Они набирают свою армию. Вскоре появляются четыре гангстера. За 20 лет они постарели и сменили идеологию. Теперь воровство — их работа. Ведь никто не ворует, и, чтобы полицию не распустили, а полицейские не остались без работы, гангстеры воруют, пишут, что украли, а полиция возвращает всё украденное. Армия не может остановить кошек. Они продвигаются к Цин-Сити (от венг. cin — писк). Все зовут на помощь Грабовского, который тем временем ремонтирует Кошколова. Адлингтон, не зная о ремонте, отправляет к Нику Стэнли с Борсом. Робот Кошколов сражается с котом-Молохом и выигрывает Вселенную в покер. Посрамлённый Молох возвращается домой. Кошки понимают, что снова проиграли, и вместе с мышами подписывают мирный договор на последующие 99 лет. Торзон Борс оказывается переодетой дочерью Грабовского Элси и в конце фильма становится женой журналиста Стэнли.

## История создания. Прокат
Рабочее название фильма — «Кот Сатаны» (отсылка к названию венгерского перевода «Собаки Баскервилей» Артура Конан Дойля — «A sátán kutyája», то есть «Собака Сатаны»). Фильм делала та же команда, что и первую «Ловушку для кошек», включая режиссёра и актёров озвучивания. Персонажи были нарисованы вручную, а фон был выполнен с помощью компьютерного 3D-моделирования. Премьера фильма состоялась в Венгрии 20 декабря 2007 года. На русский язык продублирован в 2008 году.
Хотя в фильме присутствует значительное количество ссылок и пародий на известные явления популярной культуры («Звёздные войны», «Тарзан», «Дамбо», «Матрица», «Король Лев», Саурон из «Властелина колец», «Город грехов», «Годзилла против Мехагодзиллы»), но продолжению «Ловушки для кошек» не удалось повторить успеха первого мультфильма.